# Enrico Canfari
Enrico Canfari (Genova, 16. travnja 1877. – Monte San Michele, 22. listopada 1915.) bio je talijanski nogometaš iz Genove. 

## Životopis

### Športska karijera
U svojoj je karijeri igrao za Juventus i Milan, a 1897. godine zajedno sa svojim bratom i još 11 mladića osnovao je Juventus, koji je kasnije postao jedan od najtrofejnijih svjetskih klubova. Također je bio i drugi predsjednik Stare Dame u razdoblju od 1898. do 1901. godine, a na tom položaju je naslijedio svog brata Eugenia Canfarija.